# Colostethus fraterdanieli
Espèce
Statut de conservation UICN

 LC  : Préoccupation mineure
Colostethus fraterdanieli est une espèce d'amphibiens de la famille des Dendrobatidae.

## Répartition
Cette espèce est endémique de Colombie. Elle se rencontre dans les départements de Valle del Cauca, de Quindío, de Risaralda, d'Antioquia, de Nariño et de Caldas de 1 000 à 2 500 m d'altitude sur les cordillères Occidentale et Centrale.

## Description

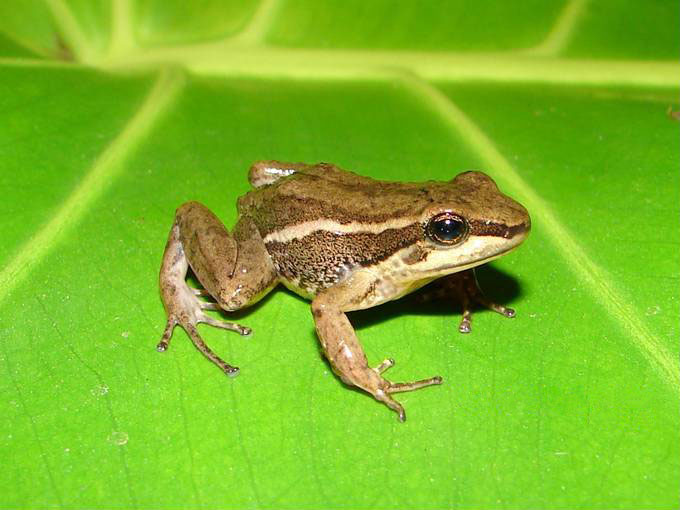
Colostethus fraterdanieli

Les mâles mesurent de 20,5 à 24 mm et les femelles de 24 à 27 mm.

## Étymologie
Cette espèce est nommée en l'honneur du révérend Hermano Daniel.

## Publication originale
- Silverstone, 1971 : Status of certain frogs of the genus Colostethus, with descriptions of new species. Natural History Museum of Los Angeles County, Science Bulletin, no 215, p. 1-8 (texte intégral).